# Jeffrey Fleming
Jeffrey Michael Fleming (ur. 10 lutego 1966 w Billings) – amerykański duchowny katolicki, w latach 2022–2023 biskup koadiutor Great Falls-Billings, biskup diecezjalny Great Falls-Billings od 2023.

## Życiorys
Urodził się 10 lutego 1966 w Billings, Montana, USA. W 1988 roku został maturę w Carroll College w Helenie. W 1992 ukończył studia  w seminarium Mount Angel w Saint Benedict w stanie Oregon, uzyskując tytuł magistra teologii. Następnie uzyskał licencjat z prawa kanonicznego na The Catholic University of America w Waszyngtonie (1998).
Święcenia kapłańskie przyjął w diecezji Helena 19 maja 1992 r.
Po święceniach pełnił następujące funkcje: wikariusza parafialnego katolickiej wspólnoty Anakonda (1992) i katedry św. Heleny (1996); kapelana Carroll College w Helenie (1998); proboszcza parafii św. Róży z Limy w Dillon (2003), Chrystusa Króla w Missoula (2006), św. Jana Chrzciciela we Frenchtown (2013), św. Michała w Drummond i Św. Filipa w Philipsburg (2016); administratora parafii św. Tomasza Apostoła w Helmville i parafii św. Judy w Lincoln (2019). Był członkiem Rady Kapłańskiej i Kolegium Konsultorów. Od 2020 był kanclerzem, moderatorem kurii i wikariuszem sądowym.
19 kwietnia 2022 papież Franciszek mianował go biskupem koadiutorem Great Falls-Billings. Sakry udzielił mu 22 czerwca 2022 biskup Michael Warfel.
22 sierpnia 2023, po przyjęciu przez papieża rezygnacji biskupa Michael Warfela, objął urząd ordynariusza diecezji Great Falls-Billings.